# Sım
Sım är en ort i Azerbajdzjan.   Den ligger i distriktet Astara Rayonu, i den södra delen av landet, 240 km sydväst om huvudstaden Baku. Sım ligger 478 meter över havet och antalet invånare är 582.
Terrängen runt Sım är kuperad åt sydost, men åt nordväst är den bergig. Närmaste större samhälle är Archivan, 16,6 km öster om Sım. 
I omgivningarna runt Sım växer i huvudsak blandskog. Runt Sım är det ganska tätbefolkat, med 129 invånare per kvadratkilometer.